# Rafael Rodríguez-Moñino Soriano
Rafael Rodríguez-Moñino Soriano (Badajoz, 1935 - Madrid, 2005), fue un diplomático, historiador y profesor español.

## Biografía
Desde 1941 pasa su infancia en la ciudad de Málaga donde estudia en el colegio de San Agustín. Más tarde se licencia en Derecho en el Colegio Universitario María Cristina (El Escorial) y se diploma en Historia por la UNED.
Influido por su tío paterno, Antonio Rodríguez-Moñino, orienta su vida profesional hacia la carrera diplomática. Así, y desde 1966, ejerce como profesor en la Escuela Diplomática, como embajador en Camerún, en la República Centroafricana y en Guinea Ecuatorial (su labor en Malabo es recompensada con las insignias de Caballero y Comendador de la Orden del Mérito Civil) y acaba ejerciendo como cónsul de España en Bata.
De vuelta a España trabaja con Fernando Morán en la Sección de África del Ministerio de Asuntos Exteriores, momento en el que publica su obra Razón de Estado y dogmatismo Religioso en la España del siglo XVII. Su etapa diplomática finaliza como Jefe de Estudios de la Escuela Diplomática y Cónsul General de España en Montpellier. Durante esta etapa publica varios libros dedicados al exilio y la emigración española en el sur de Francia. 
Entre 1980 y 1998 ejerció como catedrático de Geografía e Historia en el IES Santísima Trinidad de Baeza, donde compaginó docencia e investigación creando una escuela de historiadores entre sus alumnos. En estos años se doctoró en Humanidades por la Universidad de Jaén y fue nombrado académico correspondiente de la Real Academia de Córdoba y de la Real Academia de la Historia. En el ámbito local recibió el Escudo de Oro de la ciudad y la Medalla de Oro de su agrupación de cofradías en reconocimiento a su muy destacada labor investigadora a propósito de la historia de la ciudad y sus hermandades penitenciales.
Tras alcanzar la edad de jubilación no cesó en su labor investigadora, lo que le llevó a publicar nuevas obras de contenido histórico.